# Guapí
Guapí – miasto w Kolumbii, w departamencie Cauca.